# Leandro Cunha
Leandro Cunha, né le 13 octobre 1980, est un judoka brésilien en activité évoluant dans la catégorie des moins de 66 kg. Il participe aux championnats du monde de judo 2010 et 2011 où il se classe deuxième.

## Palmarès
| Année | Compétition           | Lieu  | Résultat | Catégorie      |
| ----- | --------------------- | ----- | -------- | -------------- |
| 2010  | Championnats du monde | Tokyo | 2e       | Moins de 66 kg |
| 2011  | Championnats du monde | Paris | 2e       | Moins de 66 kg |